# Johann Christopher Hingher
Johann Christopher Hingher, kallades även Hengher, född i Tübingen, var en svensk präst.

## Biografi
Johann Christopher Hingher föddes Tübingen. Han blev fälpräst hos Gustaf Horn och deltog i slaget vid Nördlingen. Därefter blev han fältpräst hos Axel Oxenstierna. Hingher blev 18 december 1637 kaplan i Tyska S:ta Gertruds församling, Stockholm och 1638 kyrkoherde i församling en Rothlöben. Han slutade i församlingen 19 april 1655 och blev superintendent i Würtemberg.

### Familj
Hingher var gift och fick barnen Agnes Maria Hingher (död 1640), Christian Hingher (född 1642), Anna Maria Hingher (född 1643), Hans Georg Hingher (född 1645), Johann Christopher Hingher (född 1646), Agatha Maria Hingher (född 1649) och Johann Heinrich Hingher (född 1653).